# Ä
Ä (gemenform: ä) [ɛː] (fil) (eller [æː] (fil)) är en bokstav som används i vissa utökade varianter av det latinska alfabetet, däribland i det svenska och finska alfabetet. Det skrivs som ett A med två prickar ovan, kallade trema (¨). 

## Uttal och användning
Ä är den tjugoåttonde bokstaven i det svenska och finska alfabetet. Ä finns också i tyskan, estniskan, võru, turkmeniskan, slovakiskan och liviskan men har inte status som egen bokstav i tyska. 
Ä uttalas på svenska [æ] då det direkt föregår ett r, annars [ɛ] (regionala variationer förekommer).
I handskrift kan ä ibland likna ā ellar ã.
Det finns andra bokstäver med motsvarande uttal i fler språk:
- Æ i danska, norska och färöiska. Isländskans æ uttalas /aj/.

## Betydelser

### Versalt Ä
1. Inom bibliotekens klassifikationssystem SAB är Ä signum för tidningar, se SAB:Ä.

## Historia

### Sverige
Bokstaven Ä var i den fornsvenska skriften en ligatur (en sammanskrivning) av A och E, se Æ, vilken fortfarande används i dansknorska alfabetet bland annat. Detta förändrades i samband med boktryckarkonsten. Gustav Vasas bibel från 1541 var en översättning av den tyska bibeln och var det första tryckta verk som nådde större spridning i Sverige. I den använde man tyska Ä (A med trema) istället för svenska Æ, vilket kom att sprida varianten. Under 1500-talet började man även skriva bokstaven som ett A med ett litet e ovanför, Aͤ respektive aͤ. Senare under de första decennierna av 1700-talet kom Ä med trema att bli normen. Detta fördes sedan vidare till Finland genom det svenska alfabetet och den finska översättning av bibeln.
I början av 1900-talet fanns krafter som ville byta ut bokstaven E mot Ä i vissa ord för att stavningen skulle motsvara uttalet: Pär, modärn osv.

## Datateknik
I datorer lagras Ä med kodpunkten U+00C4 och ä med kodpunkten U+00E4. Vilka värden, eller rättare oktettsekvenser, som används för att representera dessa kodpunkter varierar beroende på vilken kodning som används, om Ä alls kan representeras.
I äldre (fram till sent 1980-tal) svenska dataprogram användes ofta ISO/IEC 646, svensk variant, och där användes 91 (decimalt) för Ä och 123 (decimalt) för ä.
De nationella varianterna av ISO/IEC 646, är dock mycket föråldrade och används knappast alls längre.
De har ersatts av nyare kodningar, till exempel Latin-1, Latin-9, och numera allt oftare UTF-8 och UTF-16.